# Blaž Kocen
Blaž Kocen (tudi Blasius Kozenn), slovenski geograf in kartograf, * 24. januar 1821, Hotunje pri Ponikvi, † 29. maj 1871, Dunaj.

## Življenje
Blaž Kocen se je rodil v skromni podeželski družini očetu Martinzu in materi Heleni (rojena Kokonic) na Hotunju pri Ponikvi. Po letu 1848 je postal gimnazijski učitelj v Celju in Ljubljani. Kmalu se je preselil v Gorico. Leta 1858 se je preselil v Olomouc, kjer je sodeloval predvsem z lokalnim založnikom Eduardom Hoelzlom. Lahko ga imenujemo za najpomembnejšega avtorja didaktičnih učil za geografijo v drugi polovici 19. stoletja v Avstriji. Umrl je 29. maja 1871 na Dunaju, kamor se je preselil leto pred tem, s kartografsko skico v roki. V svojih delih je poskušal združiti uporabnost, ekonomičnost, preglednost in znanstvene novosti. Pokazal pa je tudi slovensko narodno zavest.

## Delo
Svoj prvi učbenik je izdal že v Gorici. Z didaktičnim delom je nadaljeval na Moravskem v Olomoucu, kjer je pri založbi Hölzel izdal še tri učbenike in številne stenske ter ročne zemljevide. Vendar je zaslovel predvsem s svojimi atlasi, ki od leta 1861 do danes nosijo njegovo ime. Sprva so izhajali v štirih jezikih. Lahko ga imenujemo za najpomembnejšega avtorja učil za geografijo v drugi polovici 19. stoletja v tedanji Avstriji. O njegovem uspehu priča dejstvo, da so njegovim zamislim sledili celo nekateri nemški šolski atlasi z bistveno daljšo tradicijo in predvsem, da je Kozenn-Atlas še danes najbolj znana tržna znamka na področju šolske geografije v Avstriji. 
Atlasi z njegovim imenom so izhajali v 18 jezikih na treh celinah ter skupaj v preko 300 izdajah in milijonih izvodov. Z njimi so odraščale generacije. Žal so v Sloveniji večinoma uporabljali nemške in kasneje hrvaške izdaje, saj so edine delno slovenske izhajale le med letoma 1934 in 1940, ko jih je uredil Valter Bohinec. Dvakrat (1877 in 1879) pa je izšel njegov prevedeni učbenik Zemljepis za narodne šole.
Spomin na njegovo pomembno delo ohranjata Društvo učiteljev geografije Slovenije in Turistično društvo Ponikva z vsakoletno Kocenovo soboto, izobraževalno-raziskovalnim pohodom marca na Ponikvi.